# Жіночність

Венера із дзеркалом, Тіціан, 1555

Жіно́чність, жіно́чість, фемі́нність (у деяких перекладах феміні́нність, англ. femininity) — особистісні та соціальні якості, поведінка й інші характеристики, що традиційно асоціюються з жіночим гендером. Протилежним до фемінності поняттям є маскулінність. 
Жіночність можна розглядати як соціальне поняття, проте, принаймні деякі «жіночні» якості, як прийнято вважати, зумовлені в тому числі біологічними факторами. При цьому, міра біологічного та соціального впливу залишається предметом дискусій. Поняття «жіночності» концептуально відрізняється від приналежності до жіночої статі. Людині будь-якої статі чи гендеру можуть бути притаманні риси, культурно закріплені як «фемінні» чи «маскулінні». 
Концепт жіночності формується кожним конкретним соціумом, передаючись і підтримуючись процесом гендерної соціалізації. 
Як основа гендерних стереотипів, жіночність стосується закріплених соціальних ролей та поділу на «жіночі» та «чоловічі» види праці, у ній криються витоки дискримінації за статтю та, частково, насильства проти жінок.

## Дослідження

### Кроскультурні дослідженняМаргарет Мід
Ідеали «жіночності» змінюються не тільки з часом, а й варіюють між різними культурами, в тому числі розташованими близько одна від одної. Одні й ті ж риси протягом історії та у різних культурах вважалися як виключно «чоловічими», так і питомо «жіночими».

## Приклади фемінності

#### Поведінка та особистість
Уявлення про «ідеальну жінку» можуть включати, наприклад, емоційність, ніжність, вразливість, щирість, відвертість у прояві почуттів, красу, фізичну привабливість, шарм.

#### Одяг і зовнішній вигляд
У кожній культурі очікування щодо жіночного вигляду суттєво відрізняються. Тоді як у західній культурі ідеал жіночного вигляду традиційно включає м'яке довге волосся, тонку чутливу шкіру, вузькі маленькі зап'ястя, відсутність волосся на тілі, а поняття жіночності і тендітності дуже пов'язані, в минулі епохи, наприклад, худорляві жінки сприймалися менш жіночними, ніж повні. У багатьох куточках світу волосся під пахвами не сприймається нежіночно. Рожевий колір сьогодні асоціюється із фемінністю, а у 1900-х рожевий був «хлопчачим», а блакитний — «дівочим» кольором.

## Традиційні «жіночі» ролі
Культурні уявлення про гендерні ролі є стереотипними і концептуально пов'язані з сексизмом. Абсолютизація певного стереотипу про жіночність у суспільстві або його надмірне поширення впливають на гендерну нерівність. Серед поширених уявлень про ідеальну жінку:
- «Мати» — це ідеалізована породілля, доглядачка та вихователька спільного з чоловіком чи й чужого їй потомства; модель підносить жертовність та самозречення жінок, їх безумовну відданість сім'ї, нехтування ресурсами в ім'я любові, конфліктує з побудовою кар'єри та жіночою сексуальністю. Яскраві приклади образу: Матір Божа, Мати-героїня. Наслідки поширення стереотипу у суспільстві чи його абсолютизації: низьке поширення сексуальної освіти, високі рівні незапланованих вагітностей, репродуктивне насильство (примусові вагітність, аборти, стерилізація), безвідповідальне батьківство та материнство, асиметрія декретних відпусток, нижча зайнятість жінок у прибуткових галузях, слатшеймінг);
- «Дружина»: мати, шлюбна партнерка, хранителька домашнього вогнища, асистентка чоловіка в його кар'єрі, також включає несиметричні очікування подружньої вірності та санкції за відступ від цих ролей. Роль ставить подружній статус жінки в ранг досягнення, котрого необхідно беззастережно бажати, а традиції поведінки жінок у шлюбі — в ранг непорушних правил. Наслідки: конфлікт між роботою та родиною, статистика розлучень, ранні, дитячі та примусові шлюби, продаж наречених, обливання кислотою, вбивство вдів;
- «Берегиня домашнього вогнища»: жінка, пов'язана шлюбом, стосунками чи сімейними відносинами, що регулярно і з задоволенням виконує неоплачувану роботу з обслуговування житла, харчування, догляду за дітьми, людьми похилого віку, хворими, і ряд іншої хатньої праці; наслідки ролі — депресія домогосподарок, гендерна нерівність у праці, в її оплаті, дискримінація жінок при наймі та на робочому місці, харасмент на роботі щодо жінок;
- «Повія» (жінка, призначена задовольняти сексуальні потреби чоловіків за грошову чи іншу компенсацію; сексуальний об'єкт. Стереотип підтримується культурою зґвалтування та живить прийнятність і розповсюдження таких явищ, як слатшеймінг, звинувачення жертв насильства, міфи про зґвалтування, порнографія, проституція, насильство проти жінок).
- Комплекс Мадонни-повії — поляризована дихотомія якостей Матері, Дружини та Берегині з одного боку і Повії з іншого. Наслідки поширення: жіноче обрізання, обмеження доступу до контрацепції, проституція, в тому числі культова, порнографія, торгівля жінками, сексуальне рабство тощо;
- «Діва у біді» — слабка та безпомічна жінка, пасивна у подоланні власних проблем, що чекає на чоловіка-рятівника, якого приваблює зовнішньою красою. Приклади: принцеса, яку лицар визволяє від дракона, Спляча красуня. Наслідки: прихований навчальний план (хлопчиків навчають діяти, дівчаток — спонукати до дії), недооцінка жіночої праці, міфи про зґвалтування.

## Традиційні «жіночі» риси
- Покірність (серед наслідків уявлення про жінок як про покірних, наприклад, виправдання гендерного насильства, віктимблеймінг);
- Терплячість (уявлення, що треба зносити домашнє насильство, та звинувачення потерпілих);
- Другорядні ролі порівняно з чоловіками (скляна стеля, різниця зарплат);
- Низька ініціативність;
- Слабкість психіки та тілесних функцій (гіпердіагностика «істерії», списки заборонених для жінок професій, витіснення жінок з політики, влади, бізнесу)
- Табуйованість проявів агресії (таких як роздратування, злість, гнів, схильність іти на конфлікт, сперечатися, відстоювати позицію);
- Табуйованість чи обмеженість сексуальності (традиції «цноти», осуд жіночого оргазму в Середні віки, менструальні табу);
- Наївність, «чистота» (заборона освіти для жінок, обмеження участі в політичному житті, заборона сексуальної освіти та еротичного досвіду для дівчат та молодих жінок, жінок у шлюбі, осуд жіночих зрад та заохочення чоловічих);

Широка культивація цих та інших гендерних стереотипів про жінку як неспроможну і другосортну має наслідками глобальну гендерну нерівність та, зокрема, насильство проти жінок.

## Впливи ідеалу жіночності

### Практики краси та модифікації тіла

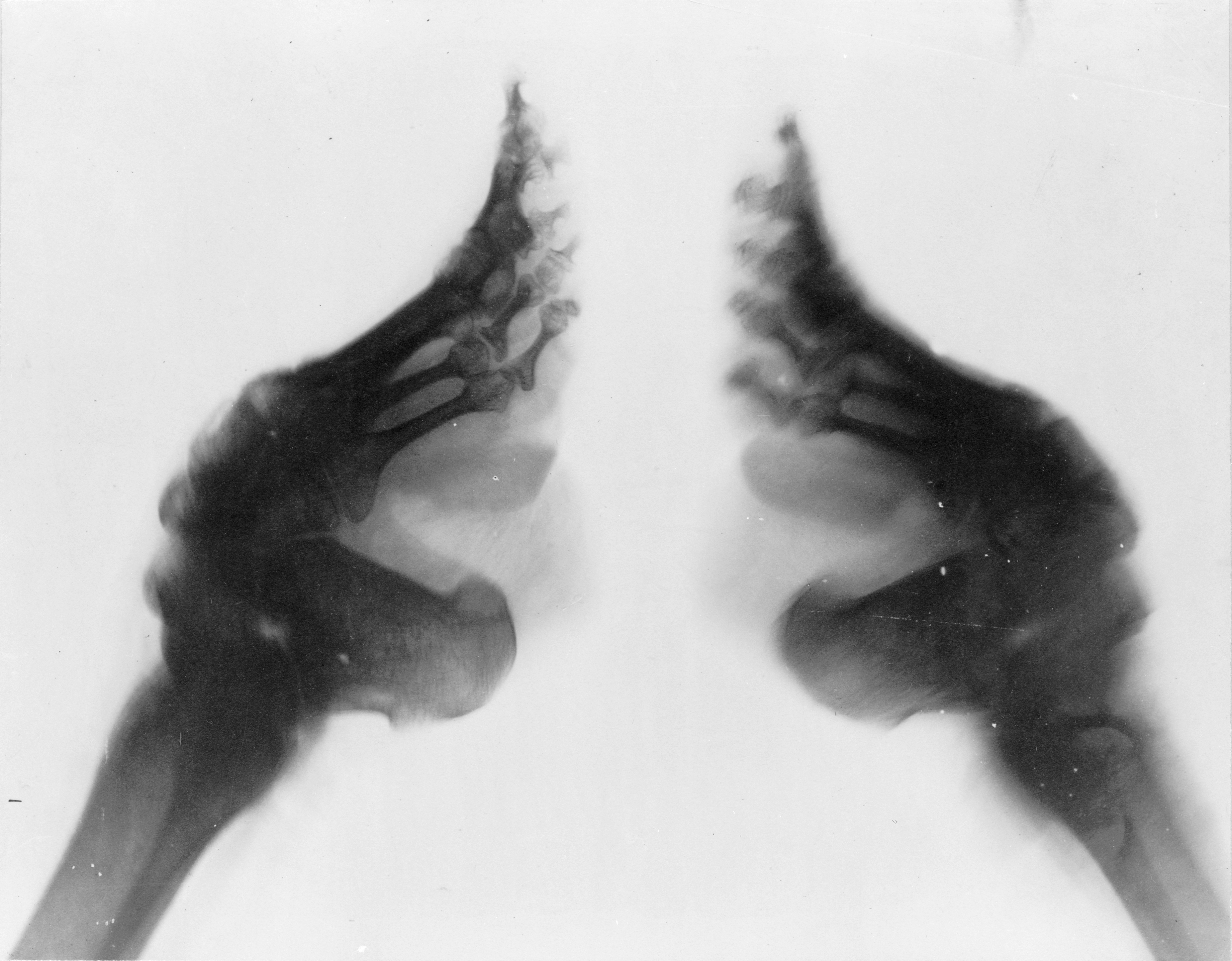
Рентгенограма ніг дорослої жінки, що з дитинства зазнавала бинтування ніг, поширеного в Китаї до 19 ст.
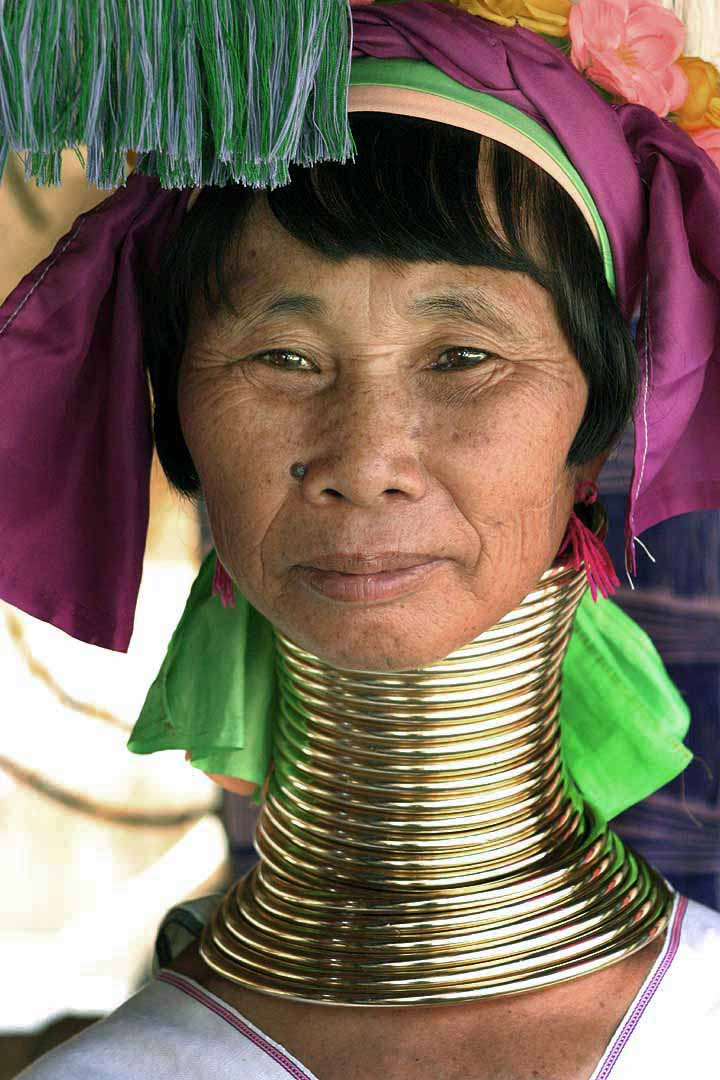
Деформована багатолітнім носінням шийних кілець шия жінки, Burma (Myanmar).

## Феміністична критика концепту фемінності
- У культовій праці теоретикині фемінізму Наомі Вульф «Міф про красу» викриваються жорсткі вимоги до жінок відповідати патріархальним уявленням про красу та системна дискримінація і санкції, котрим жінок піддає суспільство за відхилення від слідування стандартам «краси». Сам концепт «краса» деконструюється з начебто природного і притаманного до створеного соціумом в інтересах розподілу влади між статями. Демонструється відсутність раціонального підґрунтя та однозначних критеріїв «красивого».
- В знаковій феміністичній праці Бетті Фрідан «Таємниця жіночності» (1963) розвінчуються міфи про безхмарність материнства, вичерпання жіночої самореалізації роллю дружини та задоволення від обслуговуючої праці, котрі активно просувалися американською рекламою ХХ ст. та призвели до зростання кількості депресій, невротичних та інших порушень і суїцидів серед забезпечених та зовнішньо благополучних домогосподарок США.
- Праця лесбійської антипорнографічної радикальної феміністки Шейли Джеффріс «Краса і мізогінія» (2005, Beauty and Misogyny: Harmful Cultural Practices in the West) аналізує шкоду для жіночого здоров'я поширених у західних суспільствах б'юті-практик (від косметики до лабіопластики та грудних імплантів) через їхню роль у конструюванні сексуальності, гендеру та самосприйняття жінок.
- Жорсткою є феміністська критика стереотипу «Діви у біді», що набув піку в куртуазному мистецтві, реплікується в більшості творів класичної та значній частині модерної культури і зображує героїню лише як пасивну очікувачку порятунку від героя-чоловіка, що потрапила в біду і бездіє, нездатна на активність із самозахисту, проактивність чи лідерство, поки основну участь у сюжеті бере герой-чоловік. Відтворення пасивності жінки, її ролі окраси і статусу трофея поступово замінюється в феміністичній та сучасній літературі образами активних, ініціативних, об'ємних персонажок з фокусом на їх особистісних якостях, а не на привабливості їх тіл.